# Kaliumiodid
Kaliumiodid (KI) er et kemisk salt som er sammensat af kaliumioner (K+) med positiv elektrisk ladning og iodid (I-) med negativ ladning i forholdet 1 til 1. Kalumiodid bruges til medicin og kosttilskud af jod, og har også tekniske anvendelser.

## Kemi
Kaliumiodid danner hvide krystaller som er letopløselige i vand. Gammelt og urent kaliumiodid er gult pga. langsom oxydation til kaliumkarbonat og jod:
4 KI + 2 CO2 + O2 → 2 K2CO3 + 2 I2
| Molmasse                           | 166,01       |
| Massefylde ved 1 atm, 0 °C         | 3,13 g/ml    |
| Smeltepunkt                        | 686 °C       |
| Kogepunkt                          | 1330 °C      |
| Opløselighed i koldt vand (0 °C)   | 127 g/100 ml |
| Opløselighed i varmt vand (100 °C) | 208 g/100 ml |

Kaliumiodid fremstilles industrielt ved at behandle kaliumhydroxyd (KOH) med jod (I).

## Anvendelser

### Lægemiddel
Kaliumiodid er optaget på WHO's liste over essentiel medicin som antimykotikum (svampemiddel) og antityroid medicin (hæmmer af hormonproduktionen i skjoldbruskkirtlen).

### Kosttilskud
Kaliumiodid tilsættes ofte til husholdningssalt for at forebygge jodmangel. I Danmark skal der tilsættes 13 mg jod pr. kg salt der sælges til husholdningsbrug eller bruges i brødproduktion. Det er ikke specificeret hvilken kemisk jod-forbindelse jodet skal komme fra, men der anvendes typisk kaliumiodid.

### Andre anvendelser
Kaliumiodid har også tekniske anveldelser. Det anvendes også i desinfektionsmidler.[kilde mangler]